# AC Avignon
AC Avignon – francuski klub piłkarski z siedzibą w Awinionie.

## Historia
Association Sportive d’Avignon został założony w 1947. W następnym roku klub wystartował w Division Honneur Sud-Est(ówczesna III liga). Do wybuchu drugiej wojny światowej klub występował na trzecim i czwartym poziomie ligowym. W 1945 roku klub uzyskał status profesjonalny, dzięki czemu mógł uczestniczyć w rozgrywkach Division 2. W 1948 roku Avignon stracił status profesjonalny, w wyniku czego został zdegradowany do czwartej ligi. W Division Honneur Sud-Est klub występował przez kolejne 15 lat.
W 1965 klub zmienił nazwę na Olympique Avignonnais i odzyskał status profesjonalny. Dzięki odzyskaniu zawodowego statusu klub mógł występować w Division 2. W 1972 roku Olympique Avignon dotarł do półfinału Pucharu Francji, w którym uległ swojemu imiennikowi z Lyonu (1-0 u siebie i 1-4 w Lyonie). W 1975 roku Avignon awansował jedyny raz w swojej historii do Première Division. We francuskiej ekstraklasie Olympique występował tylko przez sezon. W swoim jedynym sezonie Avignon zajął ostatnie, 20. miejsce.
Przez następne 6 lat klub występował na zapleczu ekstraklasy. W 1979 i 1980 roku Olympique zajmował 2. miejsce w Division 2, ale przegrał baraże o pierwszą ligę z RC Lens i Lyonem. W 1981 klub spadł do Division 3, a w 1983 do Division 4. Po roku Avignon powrócił do trzeciej ligi, a w 1989 do drugiej ligi. W 1991 roku klub na skutek problemów finansowych został zdegradowany do Division 3, a w 1992 klub spadł do Division 4. W 1992 roku Olympique Avignon połączył się ze Sporting Club Avignonnais tworząc klub o nazwie Club Olympique Avignonnais.
W kolejnych klub podupadał sportowo, jak i finansowo. W 1998 roku klub zbankrutował i konsekwencji czego został powołany klub Football Club Avignon. Avignon występował w rozgrywkach Promotion d’Honneur(ósma klasa rozgrywkowa). W kolejnych latach Avignon awansował do VI ligi (Division Honneur Méditerranée). W międzyczasie doszło do kolejnej nazwy klubu na Avignon Foot 84. W 2010 roku na skutek problemów finansowych Avignon zmienił nazwę na  Avenir Club Avignonnais. Klub po raz kolejny wówczas został zdegradowany do ligi District Rhône-Durance (XI liga). W 2011 roku zdecydowano się rozwiązać drużynę seniorów.

## Sukcesy
- półfinał Pucharu Francji: 1972.
- 1 sezon w Première Division: 1975-1976.
- wicemistrzostwo Division 2 (5): 1971, 1972, 1975, 1978, 1979.

## Nazwy klubu
- Association Sportive d’Avignon (1931–65)
- Olympique Avignonnais (1965–92)
- Club Olympique Avignonnais (1992–96)
- Football Club Avignon (1996–2003)
- Avignon Foot 84 (2003–10)
- Avenir Club Avignonnais (2010-).

## Reprezentanci w klubie
| - Joseph Alcazar - Yves Herbet - Ljubiša Stefanović | - Abdoulaye Traoré - Oumar Ben Salah |

## Trenerzy po 1945
| - Roger Cabanis: 1945–1948 - Mokhtar Arribi: 1957–1958 - Roger Vandooren: 1960–1965 - Léon Glovacki: 1965–1968 - Robert Siatka: 1968–1970 - Louis Dupal: 1970–1971 | - Louis Hon: 1971–1972 - Marc Bourrier: 1972–1976 - Albert Batteux: 1976–1977 - Jacques Bonnet: 1977–1979 - Yves Sicard: 1979–1983 - Robert Pintenat: 1983–1986 | - André Moulon: 1986–1988 - René Exbrayat: 1988–1991 - Georges Korac: 1993–1996 - Charles Decorzent: 2000–2002 - Franck Lucchesi: 2003–2005 - Christophe Chaintreuil: 2005– |

## Sezony wPremière Division
| Sezon   | Uzyskane Miejsce |
| ------- | ---------------- |
| 1975–76 | 20 (spadek)      |